# 伊车嘎善锡伯族乡
伊车嘎善锡伯族乡是中华人民共和国新疆维吾尔自治区伊犁哈萨克自治州霍尔果斯市下辖的一个民族乡。

## 行政区划
伊车嘎善锡伯族乡下辖以下村级行政区划单位：
加尔苏村、伊车嘎善村、赤哲尕善村、柳树渠村和喀拉塔斯村。